# Quá khứ
Quá khứ là một thuật ngữ thường dùng để chỉ tất cả các sự kiện xảy ra trước một mốc thời gian cho trước. Đối lập với hiện tại và tương lai. Khái niệm về quá khứ bắt nguồn từ việc con người nhận thức tính tuyến tính của thời gian, quá khứ được xem xét thông qua trí nhớ và hồi tưởng. Sau khi phát minh ra ngôn ngữ, con người đã bắt đầu việc lưu trữ quá khứ.
Quá khứ là đối tượng của nhiều lĩnh vực như lịch sử học, khảo cổ học, khảo cổ thiên văn học, niên đại, địa chất, lịch sử địa chất, ngôn ngữ học lịch sử, pháp luật, bản thể học, cổ sinh vật học, cổ thực vật học, khảo cổ thực vật học, cổ địa lý học, cổ khí hậu học, và vũ trụ học.

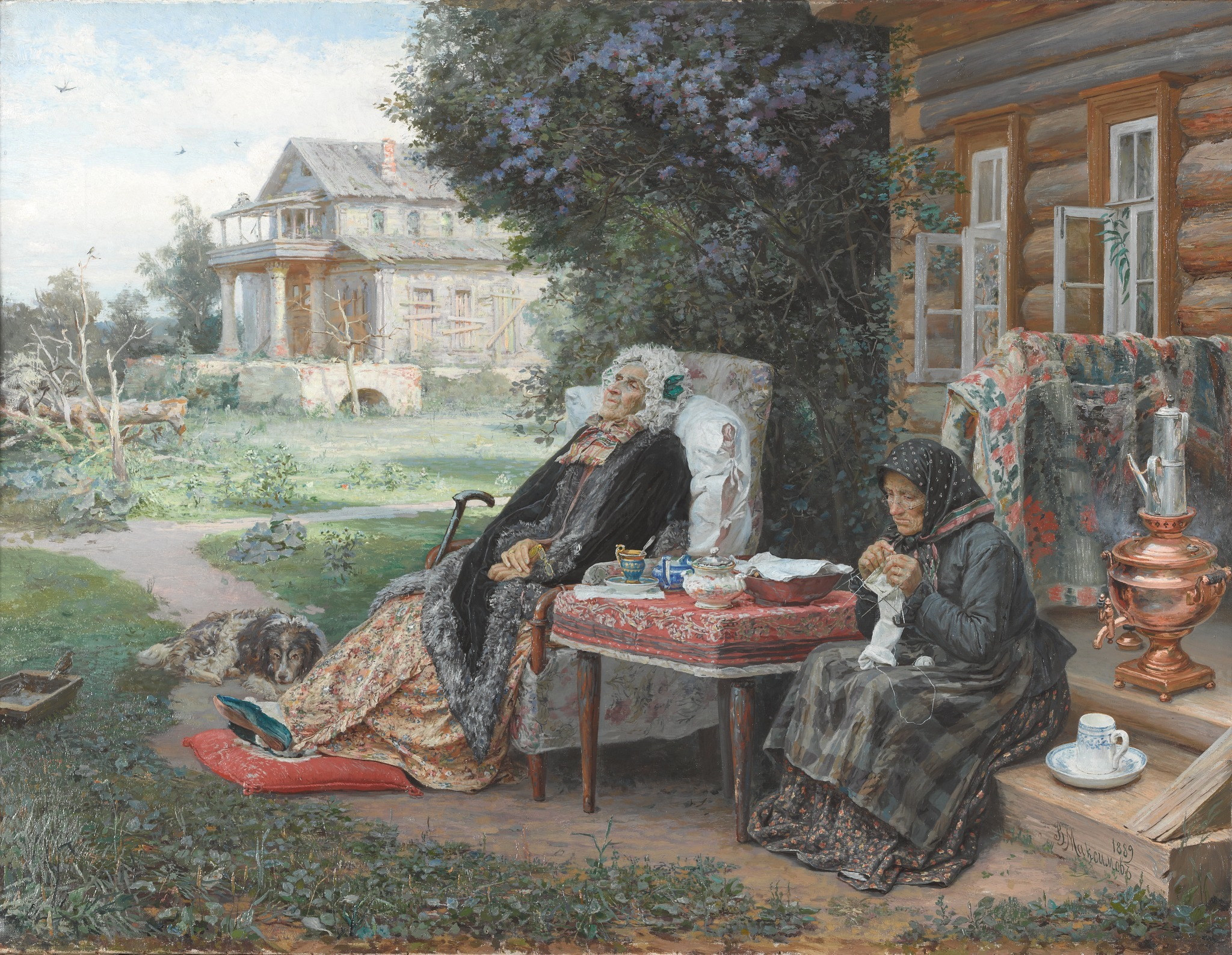
Vassily Maximov, "Everything is in the past" (1889).